# Rhopalomyzus alaica
Rhopalomyzus alaica är en insektsart. Rhopalomyzus alaica ingår i släktet Rhopalomyzus och familjen långrörsbladlöss. Inga underarter finns listade i Catalogue of Life.